# Автоное
Автоное (грец. ΙΑυτονόη, англ. Autonoe) — нерегулярний супутник Юпітера, відомий також під назвою «Юпітер XXVIII».

## Відкриття
Відкритий у 2001 року Скоттом С. Шепардом (англ. Scott S. Shepard) і групою науковців з Гавайського університету, яка назвала його «S/2001 J 1».
У 2001 році супутник отримав офіційну назву «Автоное» — назва по імені персонажа давньогрецької міфології Автоное, у яку був закоханий Зевс.

## Орбіта
Супутник проходить повний обріт навколо Юпітера на відстані приблизно  24 046 000  км.  Сидеричний період обертання 760,95 земних діб.  Орбіта має ексцентриситет ~0,3168.
Супутник належить до Групи Пасіфе, — нерегулярні супутники орбіти яких розташовані між 22,8 до 24,1 Гм від Юпітер, нахил орбіти між приблизно 144,5 до 158,3 градусів.

## Фізичні характеристики
Супутник приблизно 4 км у діаметрі, альбедо 0,04. Оціночна густина 2,6 г/см³.